# Mastacembelus favus
Mastacembelus favus är en fiskart som beskrevs av Sunder Lal Hora 1924. Mastacembelus favus ingår i släktet Mastacembelus och familjen Mastacembelidae. IUCN kategoriserar arten globalt som livskraftig. Inga underarter finns listade i Catalogue of Life.